# New-Jersey-Bernstein

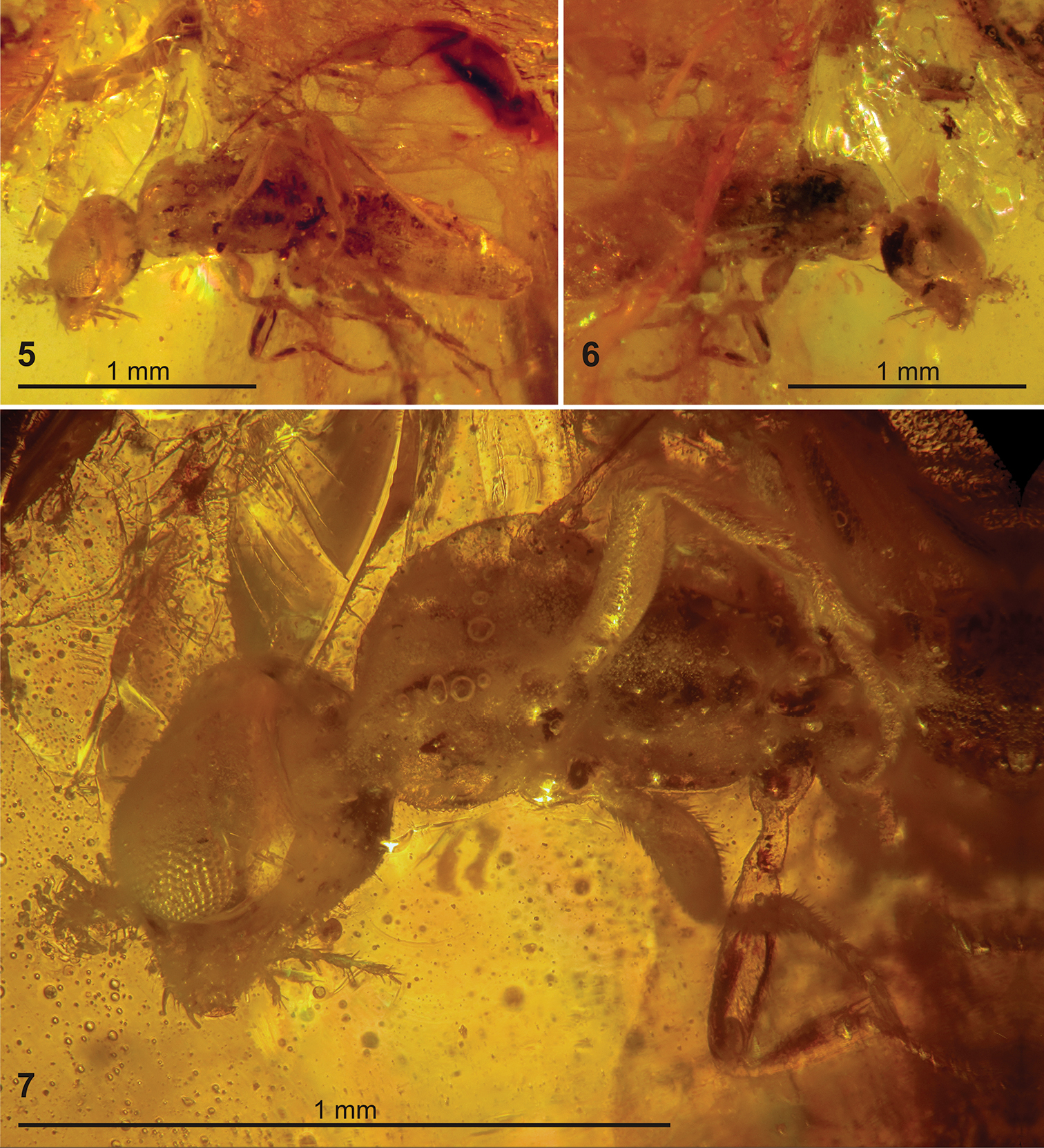
Zooinkluse aus der ausgestorbenen Familie der Plumalexiidae (Hymenoptera) in Raritan

New-Jersey-Bernstein ist die Bezeichnung für eine hauptsächlich in der Raritan Formation (Turonium) im Bundesstaat New Jersey (USA) vorkommende Bernsteinart.

## Vorkommen
Der Bernstein wurde und wird hauptsächlich in verschiedenen Aufschlüssen (meist Tongruben und in Lignit) des Raritan in New Jersey, in jüngerer Zeit vor allem bei Sayreville und East Brunswick gefunden. In geringem Umfang ist Bernstein mit identischen chemischen und physikalischen Eigenschaften und mutmaßlich gleicher Genese auch aus der Magothy Formation (Santonium) bekannt. Bernstein dieser oberkreidezeitlichen Formationen wird in kleinen Mengen auch in anderen Gebieten im Nordosten der USA gefunden. Als Sammelbezeichnung für diese Bernsteinvorkommen wird in angelsächsischer Literatur auch die Bezeichnung Raritan verwendet.

## Alter und botanische Herkunft
Es wird angenommen, dass der Bernstein auf primärer Lagerstätte liegt, mithin also gleichen Alters ist wie die Matrix, in der er gefunden wird (ca. 85 bis 93 Millionen Jahre). Untersuchungen mit Hilfe der Gaschromatographie mit Massenspektrometrie-Kopplung legen nahe, dass das Harz von Bäumen aus der Koniferen-Familie der Cupressaceae stammt. Frühere Zuordnungen zu den Araucariaceae werden in jüngerer Literatur zumeist verworfen.

## Verwendung
New-Jersey-Bernstein ist seit der ersten Hälfte des 19. Jahrhunderts bekannt. Obwohl der Bernstein alten Berichten zufolge insbesondere an der Wende vom 19. zum 20. Jahrhundert in sehr großen Mengen gefunden wurde, ist er offenbar nie kommerziell genutzt worden. Die heutigen Fundmöglichkeiten sind vergleichsweise gering. Der Bernstein ist verhältnismäßig brüchig, so dass er sich zur Schmuckherstellung nicht eignet. Stücke von wissenschaftlichem Wert werden aufgrund der brüchigen Beschaffenheit des Materials in der Regel in Epoxidharz eingebettet.

## Inklusen
Der erste schriftliche Hinweis auf organische Einschlüsse in diesem fossilen Harz geht auf das Jahr 1821 zurück. Die systematische wissenschaftliche Bearbeitung der formenreichen Flora und Fauna im New-Jersey-Bernstein setzte allerdings erst Anfang des 20. Jahrhunderts ein. Seither wurden unter anderem mehr als 250 Hexapoda-Arten aus 15 Ordnungen entdeckt. Ein außergewöhnlicher Fund ist ein gut erhaltenes Exemplar des Bärtierchens (Tardigrada) Milnesium swolenskyi, das große Übereinstimmungen mit der rezenten Art Milnesium tardigradum aufweist, die für ihre kryptobiotische Lebensweise bekannt ist. Pflanzenreste sind nicht selten; ferner wurde der Fruchtkörper des Pilzes Archaeomarasmius leggetti aus der Familie der Ritterlingsverwandten (Tricholamataceae) identifiziert.

## Trivia
Zeitgenössischen Berichten zufolge haben im 19. Jahrhundert Arbeiter in Tongruben der Fundregion Bernstein in so großen Mengen gefunden, dass sie ihn als Brennmaterial sammelten und an Wintertagen in Fässern anzündeten, um sich an dem Feuer zu wärmen.